# Pristina menoni
Pristina menoni är en ringmaskart. Pristina menoni ingår i släktet Pristina och familjen glattmaskar. Inga underarter finns listade i Catalogue of Life.